# Muzeul Sătesc din Frătești
Muzeul Sătesc din Frătești este un muzeu din Frătești, încadrat de cIMeC la categoria „muzee în subordinea unui minister (în afară de Ministerul Culturii)”. Are o colecție de unelte de silex, ceramică din epoca fierului (Hallstatt și La Tène), unelte și podoabe din epoca fierului, toate descoperite prin săpături arheologice efectuate în zona comunei și în vecinătatea ei, unelte agricole și piese de port popular.
Clădirea muzeului este declarată monument istoric, având codul GR-II-m-B-14989. 